# زلزینگن
زلزینگن (به آلمانی: Selsingen) یک شهر در آلمان است که در Selsingen واقع شده‌است. زلزینگن ۳٬۴۱۶ نفر جمعیت دارد.